# Svenska hockeyligan

Svenska hockeyligan, între 1975-2013 numită Elitserien, este cea mai importantă ligă din sistemul competițional hochei pe gheață din Suedia. Competiția a fost creată în anul 1975. Înainte de acest an, liga se numea Division I. Numărul actual de echipe participante este de 14.

## Campioane
| - 1976 - Brynäs IF - 1977 - Brynäs IF - 1978 - Skellefteå AIK - 1979 - Modo AIK - 1980 - Brynäs IF - 1981 - Färjestads BK - 1982 - AIK - 1983 - Djurgårdens IF - 1984 - AIK - 1985 - Södertälje SK - 1986 - Färjestads BK - 1987 - IF Björklöven - 1988 - Färjestads BK - 1989 - Djurgårdens IF - 1990 - Djurgårdens IF - 1991 - Djurgårdens IF - 1992 - Malmö IF - 1993 - Brynäs IF - 1994 - Malmö IF - 1995 - HV71 - 1996 - Luleå HF - 1997 - Färjestads BK | - 1998 - Färjestads BK - 1999 - Brynäs IF - 2000 - Djurgårdens IF - 2001 - Djurgårdens IF - 2002 - Färjestads BK - 2003 - Västra Frölunda HC - 2004 - HV71 - 2005 - Frölunda HC - 2006 - Färjestads BK - 2007 - Modo Hockey - 2008 - HV71 - 2009 - Färjestads BK - 2010 - HV71 - 2011 - Färjestads BK - 2012 - Brynäs IF - 2013 - Skellefteå AIK - 2014 - Skellefteå AIK - 2015 - Växjö Lakers HC - 2016 - Frölunda HC - 2017 - HV71 - 2018 - Växjö Lakers HC - 2019 - Frölunda HC |